# Cavaliere di Bahá'u'lláh
Il titolo di Cavaliere di Bahá'u'lláh fu creato e assegnato da Shoghi Effendi, il Custode della Fede bahai, ai Bahá'í che, come pionieri, lasciarono il proprio paese per aprire nuovi territori alla Fede fondata da Bahá'u'lláh, in occasione della Crociata di Dieci Anni.
Shoghi Effendi fece una Lista d'Onore di tutti i Cavalieri di Bahá'u'lláh, che fu deposta da Rúhíyyih Khanum, il 28 maggio 1992, in occasione della ricorrenza del centenario della morte di Bahá'u'lláh, all'ingresso del Mausoleo di Bahá'u'lláh.

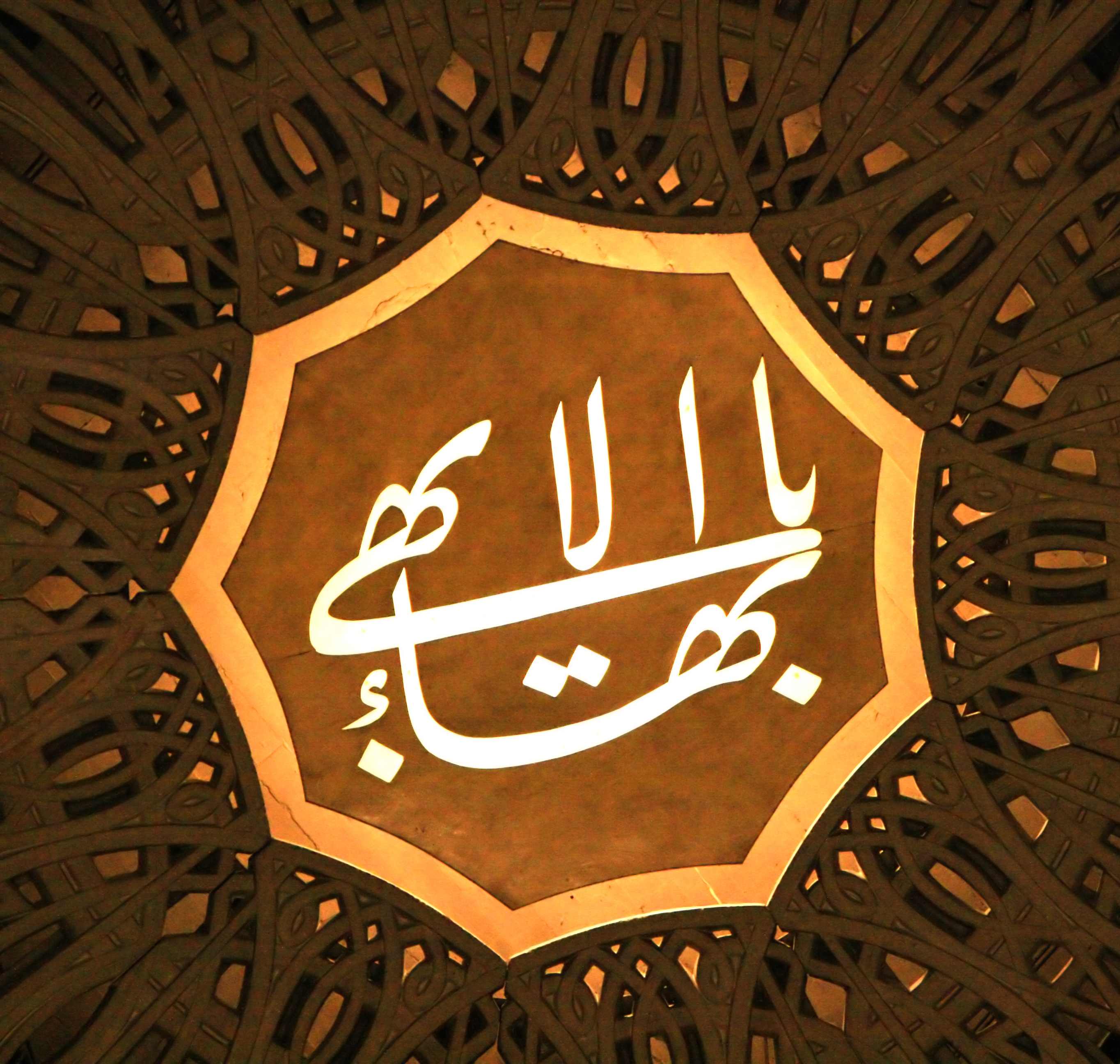
Il più grande Nome

## Cavalieri di Bahá'u'lláh

### Africa

#### Africa Equatoriale Francese
- Max Kenyerezi, ottobre 1953

#### Africa Occidentale Francese
- Labíb Iṣfáhání, novembre 1953
- Habíb Iṣfáhání, aprile 1954

#### Africa del Sud-Ovest
Ted Cardell, ottobre 1953

#### Ghana
- Benedict Eballa, aprile 1954

#### Basutoland (Lesotho)
- Frederick Laws, ottobre 1953
- Elizabeth Laws, ottobre 1953

#### Bechuanaland (Botswana)
- John Robarts, febbraio 1954
- Audrey Robarts, febbraio 1954
- Patrick Robarts, febbraio 1954

#### Camerun
- Enoch Olinga, ottobre 1953
- Samuel Njiki, aprile 1954
- Meherangiz Munsiff, aprile 1954

#### Capo Verde
- Howard Menking, gennaio 1954
- Joanne Menking, gennaio 1954

#### Isole Comore
- Mihribán Suhailí, 1954

#### Gambia
- Faríburz Rúzbihíyán, febbraio 1954

#### Guinea-Bissau
- Elsie Schreiber, maggio 1954

#### Mauritius
- Otillie Rhein, novembre 1953

#### Tangeri
- Manúchihr Hizárí, settembre 1953
- Hurmuz Zindih, settembre 1953
- Elsie Austin, ottobre 1953
- Muhammad `Alí Jalálí, ottobre 1953
- Ḥusayn Ardikání, novembre 1953
- Nusrat Ardikání, novembre 1953
- 'Alí Akbar Rafí'í Rafsanjání, novembre 1953
- Sháyistih Rafí'í, novembre 1953
- `Abbás Rafí'í, novembre 1953
- Richard Walters, aprile 1954
- Evelyn Walters, aprile 1954
- Richard Suhm, aprile 1954
- Mary Suhm, aprile 1954

#### Marocco Spagnolo
- Fawzí Zaynu'l-`Ábidín, ottobre 1953
- Bahía Zaynu'l-`Ábidín, ottobre 1953
- Luella McKay, ottobre 1953
- John Fleming, ottobre 1953
- Erleta Fleming, ottobre 1953
- Alyce Barbara May Janssen, ottobre 1953

#### Protettorato dei Territori del Nord
- Julius Edwards, settembre 1953
- Martin Manga, aprile 1954

#### Riunione
- Opal Jensen, ottobre 1953
- Leland Jensen, marzo 1954

#### Rhodesia Meridionale
- `Izzatu'lláh Zahrá'í, giugno 1953
- Claire Gung, ottobre 1953
- Kenneth Christian, gennaio 1954
- Roberta K. Christian, gennaio 1954
- Joan Powis, febbraio 1954
- `Aynu'd-Dín `Alá'í, dicembre 1955
- Ṭáhirih `Alá'í, dicembre 1955

#### Río de Oro
- Amín Battáh, ottobre 1953

#### Ruanda-Burundi
- Rex Collison, maggio 1953
- Dunduzu Chisiza, giugno 1953

#### Sahara Occidentale
- Muḥammad Mustafá Sulaymán, ottobre 1953

#### Sainte-Hélène
- Elizabeth Stamp, maggio 1954

#### Seychelles
- `Abbás Kamil, novembre 1953
- `Abdu'l Raḥmán Zarqani, gennaio 1954

#### Gibuti
- Fred Schechter, agosto 1953
- Fahimah Elias, maggio 1954
- Sabri Elias, maggio 1954

#### Somalia
- Suhayi Samandarí, marzo 1953
- Mihdí Samandarí, novembre 1953
- Ursula Samandarí, novembre 1953

#### Swaziland
- Bula Mott Stewart, aprile 1954
- John Allen, aprile 1954
- Valera Allen, aprile 1954

#### Togo britannico
- Edward Tabe, aprile 1954
- Albert Buapiah, aprile 1954

#### Togo
- David Tanyi, aprile 1954
- Mavis Nymon, maggio 1954
- Vivian Wesson, maggio 1954

### Americhe

#### Isole Aleutine
- Elaine Caldwell, luglio 1953
- Jenabe Caldwell, luglio 1953
- Elinore Putney, maggio 1954

#### Isola d'Anticosti
- Mary Zabolotny, aprile 1956

#### Antille olandesi
- Matthew W. Bullock, novembre 1953
- John Kellberg, aprile 1954
- Marjorie Kellberg, aprile 1954

#### Bahamas
- Gail Curvin, ottobre 1953
- Gerald Curvin, ottobre 1953
- Leeanna Curwin, ottobre 1953
- Maurice Holmes, ottobre 1953
- Ethel May Bowman Holmes, ottobre 1953
- Andrew F. Matthisen, gennaio 1954
- Mina B. Matthisen, gennaio 1954

#### Baranof Island
- Helen Robinson, ottobre 1953
- Gail Avery, febbraio 1954
- Grace Bahovec

#### Isola del Capo Bretone
- Frederick Allen, ottobre 1953
- Jeanne Gwendolin Allen, ottobre 1953
- Irving Geary, ottobre 1953
- Mabel Grace Geary, ottobre 1953

#### Chiloé
- Zunilde de Palacios, ottobre 1953
- Louise Groger, giugno 1954

#### Isole Falkland
- John Leonard, febbraio 1954

#### Franklin
- Gale Bone, novembre 1953
- Jameson Bond, novembre 1953

#### Isole Galapagos
- Gayle Woolson, aprile 1954
- Haik Kevorkian, maggio 1954

#### Grand Manan
- Doris Richardson, novembre 1953

#### Isole del Golfo
- Catherine Huxtable, settembre 1959

#### Guiana britannica
- Malcolm King, ottobre 1953

#### Guyana francese
- Eberhard Friedland, ottobre 1953

#### Suriname
- Elinor Wolff, ottobre 1953
- Robert Wolff, ottobre 1953

#### Guyana portoghese
- Jose Xavier Rodrigues, settembre 1953
- Hilda Xavier Rodrigues, settembre 1953

#### Honduras Britannico
- Cora Oliver, settembre 1953
- Shirley Warde, ottobre 1953

#### Distretto di Keewatin
- Dick Stanton, settembre 1953

#### Key West
- Arthur Crane, luglio 1953
- Ethel Crane, luglio 1953
- Howard J. Snider, settembre 1953

#### Isola Kodiak
- Jack Hoffman, luglio 1953
- Rose Perkal, luglio 1953
- Bernard Guhrke, febbraio 1954

#### Labrador
- Bruce Matthew, aprile 1954
- Howard Gilliland, aprile 1954

#### Isola della Madeleine
- Kathleen Weston, ottobre 1953
- Kay Zinky, aprile 1954

#### Margarita[nonchiaro]
- Ruth Katharine Meyer, ottobre 1953

#### Saint-Pierre e Miquelon
- Ola Pawlowska, ottobre 1953

#### Isole Regina Carlotta
- Edythe MacArthur, agosto 1953

#### Isola Saint-Thomas
- Elsie Schreiber, febbraio 1954

#### Antille
- Esther Evans, ottobre 1953
- Lillian Middlemast, ottobre 1953
- Benjamin Weeden, ottobre 1953
- Earle Render, ottobre 1953
- Gladys Anderson Weeden, ottobre 1953
- David Schreiber, febbraio 1954
- Charles Dayton, febbraio 1954
- Mary Dayton, febbraio 1954

#### Yukon
- R. Ted Anderson, settembre 1953
- Joan Anderson, settembre 1953

### Asia

#### Andamane
- K. Fozdar, novembre 1953

#### Bhutan
- Shápúr Rawhání, giugno 1954
- Ardishír Furúdí, giugno 1954

#### Brunei
- Harry Clark, febbraio 1954
- Charles Duncan, febbraio 1954
- John Fozdar, Avril 1954

#### Isole Chagos
- Pouva Murday, maggio 1957

#### Daman e Diu
- Ghulám-`Alí Kurlawala, giugno 1953
- Kaykhusraw Dahamobedi, dicembre 1953
- Bahíyyih Rawhání, dicembre 1953
- Gulnár Áftábí, dicembre 1953

#### Goa
- Rawshan Áftábí, luglio 1953
- Fírúzih Yigánigí, luglio 1953

#### Hadhramut
- Adíb Baghdádí, dicembre 1953
- Ḥusayn Halabí, febbraio 1954

#### Hainan
- John Z.T. Chang, agosto 1959

#### Karaikal
- Salisa Kirmání, agosto 1953
- Shírín Núrání, agosto 1953

#### Isole Kuria-Muria
- Munír Vakíl, gennaio 1954

#### Macao
- Frances Heller, ottobre 1953

#### Mahé
- Lionell Peraji, ottobre 1954
- Qudratu'lláh Rawhání, marzo 1954
- Khudá-Rahm Muzhgání, marzo 1954

#### Isole Mentawai
- Raḥmátu'lláh Muhájir, febbraio 1954
- Írán Muhájir, febbraio 1954

#### Mongolia
- Sean Hinton, dicembre 1988

#### Isole Nicobare
- Jeanne Frankel, luglio 1957
- Margaret Bates, luglio 1957

#### Irian Jaya
- Elly Becking, 1953

#### Pondicherry
- Sa'íd Nahví, luglio 1953
- Shawkat Nahví, maggio 1954
- Shiyam Behari Lal, agosto 1953

#### Sachalin
- `Abbas Katirai, dicembre 1990
- Kezvanieh Katirai, dicembre 1990

#### Socotra
- Mirzá Áqá Kamálí Sarvistání, marzo 1955

#### Tibet
- Udai Narain Singh, settembre 1955

#### Timor Est
- Harold Thomas Fitzner, giugno 1954
- Florence Fitzner, giugno 1954
- Jose Marques, luglio 1954

### Australasia & Oceania

#### Isole dell'Ammiragliato
- Violet Hoehne, luglio 1954

#### Isole Caroline
- Virginia Breaks, gennaio 1954

#### Isole Cocos
- Frank Wyss, giugno 1955

#### Isole Cook
- Edith Danielson, ottobre 1953
- Dulcie Dive, gennaio 1954

#### Isole Gilbert ed Ellice
- Roy Fernie, marzo 1954
- Elena Fernie, marzo 1954

#### Isole Juan Fernández
- Salvador Tormo, ottobre 1953
- Adela Tormo, ottobre 1953

#### Isole della Lealtà
- Daniel Haumond, ottobre 1955

#### Isole Marianne
- Robert Powers, Jr., aprile 1954
- Cynthia Olson, maggio 1954

#### Isole Marchesi
- Greta Jankko, marzo 1954

#### Isole Marshall
- Marcia Steward de Matamores Atwater, agosto 1954

#### Vanuatu
- Bertha Dobbins, ottobre 1953

#### Isole Salomone
- Gertrude Blum, marzo 1954
- Alvin Blum, marzo 1954

#### Isole Samoa
- Lilian Wyss, gennaio 1954

#### Isole della Società
- Gretta Stevens Lamprill, ottobre 1953
- Gladys Irene Parke, ottobre 1953

#### Tonga
- Stanley Bolton, Jr., gennaio 1954
- Dudley Blakily, luglio 1954
- Esla Blakily, luglio 1954

#### Isole Tuamotu
- Jean Sevin, gennaio 1954

### Europa

#### Andorra
- William Danjon, ottobre 1953

#### Bielorussia
- Helmut Winkelbach, dicembre 1978

#### Cipro
- Abbas Vakil, agosto 1953
- Robert McKinley, settembre 1953
- Violet McKinley, novembre 1953
- Samira Vakil, novembre 1953

#### Grecia
- Amín Banání, agosto 1953
- Sheila Banání, agosto 1953
- Carole Allen, novembre 1953
- Dwight Allen, novembre 1953

##### Creta
- Rolf Haug, ottobre 1953

##### Rodi
- Elizabeth Bevan, gennaio 1954

#### Isole del Canale
- Ḍíyá'u'lláh Asgharzádih, settembre 1953
- Evelyn Baxter, settembre 1953

#### Danimarca

##### Isole Fær Øer
- Eskil Ljungberg, luglio 1953

#### Isole Frisone
- Elsa Maria Grossman, novembre 1953
- Geertrui Ankersmit, ottobre 1953
- Ursula von Brunn, ottobre 1953

#### Italia

##### Sicilia
- Emma Rice, ottobre 1953
- Stanley Bagley, ottobre 1953
- Florence Bagley, ottobre 1953
- Carol Bagley, ottobre 1953
- Gerrold Bagley, ottobre 1953
- Susan Bagley, ottobre 1953

##### Sardegna
- Marie Ciocca, 1953

#### Liechtenstein
- Amír Húshmand Manúchihrí, agosto 1953

#### Malta
- Una Townshend, ottobre 1953
- Mary Olga Katherine Mills, novembre 1953
- John Mitchell, luglio 1954

#### Moldavia
- Annemarie Krüger

#### Monaco
- Mellie French, settembre 1953
- `Azízu'lláh Navídí, febbraio 1954
- Shamshí Navídí, Février 1954
- Olivia Kelsey, marzo 1954

#### Norvegia

##### Isole Lofoten
- Mildred Clark, agosto 1953

##### Spitsbergen
- Paul Adams, giugno 1958

#### Portogallo

##### Azzorre
- Richard Nolen, ottobre 1953
- Lois Nolen, ottobre 1953

##### Madera
- Ada Schott, novembre 1953
- Elizabeth Hopper, novembre 1953
- Sara M. Kenny, novembre 1953
- Ella Duffield, novembre 1953

#### Regno Unito

##### Ebridi
- Geraldine Graney, ottobre 1953

##### Isole Orcadi
- Charles Dunning, ottobre 1953

##### Isole Shetland
- Brigitte Hasselblatt Lundblade, Settembre 1953

#### Repubblica di San Marino
- Tábandih Paymán, novembre 1953
- Suhráb Paymán, aprile 1954

#### Romania
- Fereidun Khazrai, novembre 1968

#### Spagna

##### Baleari
- Virginia Orbison, agosto 1953
- Jean Deleuran, dicembre 1953
- Tove Deleuran, dicembre 1953
- Charles Ioas, gennaio 1954

##### Canarie
- Gertrude Eisenburg, novembre 1953
- George True, Octobre 1953
- Marguerite True, ottobre 1953
- Shawqí Rawhání, giugno 1954